# Bryan Roger Adams
Bryan Roger Adams ( 1942) es un botánico estadounidense, especializado en la familia Orchidaceae, realizando expediciones botánicas a Belice, y a Zimbabue.
Desarrolla actividades académicas en la Universidad del Sur de Illinois Carbondale.

## Algunas publicaciones

### Libros
- bryan r. Adams. 1993. A Taxonomic Revision of the Genus Scaphyglottis Poeppig & Endl. (Orchidaceae-Epidendroideae). Ed. Southern Illinois University at Carbondale, 810 pp.
- La abreviatura «B.R.Adams» se emplea para indicar a Bryan Roger Adams como autoridad en la descripción y clasificación científica de los vegetales.[2]